# エリック・サンマルタン
エリック・サンマルタン（Eric.Saint-Martin、冼毅力、1965年8月31日 - ）は、フランス出身の元騎手である現調教師。父はフランス競馬の至宝と呼ばれたイヴ・サンマルタン元騎手。

## 来歴
1993年/1994年シーズンより香港で騎乗している。1993年、アーバンシーで凱旋門賞を制し父子凱旋門賞ジョッキーとなった。また、第13回ジャパンカップではアーバンシーとともに初めて日本へ遠征する。中央競馬 (JRA) 初騎乗は11月27日、東京競馬場第1競走で4番人気のエニータイムに騎乗し3着だった。
2002年、当初香港代表でワールドスーパージョッキーズシリーズに出場予定だったダグラス・ホワイトが騎乗停止となり代役として初参戦を果たし、勝利こそなかったものの37ポイントを獲得し、藤田伸二と同点で3位に入賞した。
SARS騒動の際、いったん香港より去ったが、のち復帰した。2009年度シーズンでは香港での免許更新が認められず、香港を去った。2010騎手引退。

## おもな騎乗馬
- アーバンシー（1993年凱旋門賞）
- ドルフィンストリート（1994年安田記念3着）

## エピソード
日本では、1998年の安田記念2着のオリエンタルエクスプレスと2000年のジャパンカップ2着のインディジェナスにも騎乗経験があるが、いずれも2着になったときの騎手はダグラス・ホワイトであり、サンマルタンの騎乗時はいずれも着外となっている。